# Vareser Voralpen (SOIUSA)
Die Vareser Voralpen sind in Italien im nördlichen Teil der Provinz Varese und in der Schweiz im Mendrisiotto, im Luganese und im Locarnese im Kanton Tessin.
Der höchste Gipfel ist der Monte Tamaro (1967 m ü. M.) im Tessin.
Nach der SOIUSA-Klassifizierung sind sie eine Untersektion der Luganer Voralpen.

## Grenzen
- Nordwesten: Lago Maggiore (Laveno und Magadinoebene)
- Osten: Tal von Agno und dem westlichen Teil des Luganersees
- Süden: von der Poebene.

## Aufteilung
2 Supergruppen , 4 Gruppen
- Bergkette Tamaro-Gambarogna-Lema (A)
  - Gruppe Tamaro (A.1)
- Bergkette Piambello-Campo dei Fiori-Nudo (B)
  - Gruppe Piambello (B.2)
  - Gruppe Campo dei Fiori (B.3)
  - Gruppe Nudo (B.4)

## Gipfel
- Monte Tamaro – 1.967 m
- Monte Gradiccioli – 1.936 m
- Monte Magno – 1.640 m
- Monte Lema – 1.621 m
- Monte Nudo – 1.235 m
- Campo dei Fiori di Varese – 1.227 m
- Monte Rogoria – 1.184 m
- Monte Piambello – 1.129 m
- Monte Tre Croci – 1.124 m
- Monte Martica – 1.032 m
- Monte Chiusarella – 913 m
- Monte Mondonico – 807 m
- Monte Clivio – 739 m